# Stanghella
Stanghella är en ort och kommun i provinsen Padova i regionen Veneto i Italien. Kommunen hade 4 118 invånare (2018).